# Temporada 1969-70 de los Philadelphia 76ers
La temporada 1969-70 fue la vigésimo primera de los Philadelphia 76ers en la NBA, y la séptima en Filadelfia, Pensilvania, tras haber jugado hasta entonces en Syracuse bajo el nombre de Syracuse Nationals. La temporada regular acabó con 42 victorias y 40 derrotas, ocupando el cuarto puesto de la división Este, clasificándose para los playoffs en los que cayeron ante los Milwaukee Bucks en las Semifinales de División.

## Elecciones en elDraft
| Ronda | Puesto | Jugador       | Posición        | Nacionalidad   | Universidad   |
| ----- | ------ | ------------- | --------------- | -------------- | ------------- |
| 1     | 13     | Bud Ogden     | Alero           | Estados Unidos | Santa Clara   |
| 2     | 28     | Willie Taylor | Ala-Pívot/Pívot | Estados Unidos | LeMoyne–Owen* |
| 12    | 167    | Fatty Taylor  | Base            | Estados Unidos | La Salle      |

## Temporada regular
| x-New York Knicks    | 60 | 22 | .732 | –  |
| x-Milwaukee Bucks    | 56 | 26 | .683 | 4  |
| x-Baltimore Bullets  | 50 | 32 | .610 | 10 |
| x-Philadelphia 76ers | 42 | 40 | .512 | 18 |
| Cincinnati Royals    | 36 | 46 | .439 | 24 |
| Boston Celtics       | 34 | 48 | .415 | 26 |
| Detroit Pistons      | 31 | 51 | .378 | 29 |

## Playoffs

### Semifinales de División
Milwaukee Bucks vs. Philadelphia 76ers 
| Fecha       | Partido                                     | Ciudad     |
| ----------- | ------------------------------------------- | ---------- |
| 25 de marzo | Milwaukee Bucks 125, Philadelphia 76ers 118 | Milwaukee  |
| 27 de marzo | Milwaukee Bucks 105, Philadelphia 76ers 112 | Milwaukee  |
| 30 de marzo | Philadelphia 76ers 120, Milwaukee Bucks 156 | Filadelfia |
| 1 de abril  | Philadelphia 76ers 111, Milwaukee Bucks 118 | Filadelfia |
| 3 de abril  | Milwaukee Bucks 115, Philadelphia 76ers 106 | Milwaukee  |
|             | Milwaukee Bucks gana las series 4-1         |            |

## Estadísticas
| Rk | Jugador          | Edad | P  | PT | MP   | TC  | TCI  | %TC   | TL  | TLI | %TL  | RB   | AS  | FP  | PTS  |
| -- | ---------------- | ---- | -- | -- | ---- | --- | ---- | ----- | --- | --- | ---- | ---- | --- | --- | ---- |
| 1  | Billy Cunningham | 26   | 81 |    | 39.4 | 9.9 | 21.1 | .469  | 6.3 | 8.6 | .729 | 13.6 | 4.3 | 4.1 | 26.1 |
| 2  | Hal Greer        | 33   | 80 |    | 37.8 | 8.8 | 19.4 | .455  | 4.4 | 5.4 | .815 | 4.7  | 5.1 | 3.8 | 22.0 |
| 3  | Archie Clark     | 28   | 76 |    | 36.5 | 7.8 | 15.8 | .496  | 4.1 | 5.2 | .785 | 4.0  | 5.0 | 2.6 | 19.7 |
| 4  | Darrall Imhoff   | 31   | 79 |    | 31.3 | 5.4 | 10.1 | .540  | 2.7 | 4.2 | .650 | 9.5  | 2.7 | 3.7 | 13.6 |
| 5  | Jim Washington   | 26   | 79 |    | 31.1 | 5.1 | 10.7 | .476  | 2.6 | 3.5 | .747 | 9.3  | 1.3 | 3.3 | 12.7 |
| 6  | Wali Jones       | 27   | 78 |    | 22.3 | 4.7 | 10.9 | .430  | 2.4 | 2.9 | .841 | 2.2  | 3.5 | 2.7 | 11.8 |
| 7  | Matt Guokas      | 25   | 80 |    | 19.5 | 2.4 | 5.2  | .454  | 1.3 | 1.9 | .711 | 2.7  | 2.8 | 2.5 | 6.1  |
| 8  | Luke Jackson     | 28   | 37 |    | 15.8 | 1.9 | 4.9  | .392  | 1.6 | 2.2 | .741 | 5.4  | 1.4 | 2.2 | 5.5  |
| 9  | George Wilson    | 27   | 67 |    | 12.5 | 1.8 | 4.5  | .388  | 1.8 | 2.6 | .709 | 4.7  | 0.8 | 2.2 | 5.3  |
| 10 | Fred Hetzel      | 27   | 63 |    | 12.0 | 2.5 | 5.1  | .483  | 1.1 | 1.3 | .835 | 3.3  | 0.7 | 1.7 | 6.1  |
| 11 | Bud Ogden        | 23   | 47 |    | 7.6  | 1.7 | 3.7  | .477  | 0.6 | 0.8 | .692 | 1.8  | 0.7 | 1.3 | 4.1  |
| 12 | Dave Scholz      | 21   | 1  |    | 1.0  | 1.0 | 1.0  | 1.000 | 0.0 | 0.0 |      | 0.0  | 0.0 | 0.0 | 2.0  |

## Galardones y récords
| Jugador          | Galardón                          |
| Billy Cunningham | Mejor quinteto de la NBA All-Star |
| Hal Greer        | All-Star                          |